# Almásfegyvernek
Almásfegyvernek (Fegernic) település Romániában, Bihar megyében.

## Fekvése
Az érmelléki síkság szélén Szalárdtól délkeletre, a Berettyóba ömlő Almás-patak bal partján fekvő település.

## Története
Almásfegyvernek, Fegyvernek eredetileg királyi fegyvernökök lakhelye volt, innen származik neve is. 
Árpád-kori település. Nevét 1213-ban Fegyvernuch ~ Fegyurenuch néven említette először oklevél, majd 1291–1294 között in v. Feguernuk néven volt említve. Neve a 13. századi püspöki tizedjegyzékben is szerepelt. Egykor Adorján-vár tartozéka volt. 1213-ban Oliverius ispán fiainak öröklött birtoka volt, melyen nevezettek úgy egyeztek meg, hogy Quid átadja Herbortnak.
1421-ben Feghwernek Csáky-birtok volt. Magyar lakosai mellé románok települtek.
A 19. század első felében még a gróf Csákyak uradalmához tartozott, de a 20. század elején már Kepes Ignác volt a birtokosa.
1851-ben Fényes Elek írta a településről:
... románul Fezsernik, Bihar vármegyében, a Lakságon, 220 római katholikus, 250 görög katholikus lakossal, anyatemplommal. Határa 1070 hold, ... Vize az Almás patak. Birja gr. Csáky György.
A trianoni békeszerződés előtt Bihar vármegye Szalárdi járásához tartozott.

## Népessége
- 1880-ban 386 lakosából 178 szlovák, 152 román, 45 magyar  volt.
- 1910-ben 726 lakosából 278 magyar, 259 szlovák, 164 román és 25 cigány volt.
- 2002-ben 336 lakosa volt, melyből 256 román, 48 magyar, 62 szlovák volt.

## Nevezetességek
- Görögkatolikus temploma a 19. század elején épült.